# Dimitrij Bartenjev
Dimitrij Bartenjev, slovenski stomatolog, * 11. avgusta 1932, Leskovec pri Krškem, † 7. julija 2015.
Diplomiral je 1957 na ljubljanski Medicinski fakulteti in prav tam 1969 tudi doktoriral. V letih 1977−98 je bil predstojnik katedre za otroško in preventivno zobozdravstvo, leta 1980 je bil izvoljen za rednega profesorja za otroško in preventivno zobozdravstvo na Medicinski fakulteti v Ljubljani, v letih 1991−1995 tudi dekan Medicinske fakultete. V raziskovalnem delu se je posvetil raziskavam vpliva okolja na zobni karies. Na tej osnovi je utemeljil prevencijo zobne gnilobe pri otrocih in mladini. Izdelal je strokovno doktrino otroškega in preventivnega zobozdravstva, kar je močno izboljšalo stanje zob pri šolski mladini v Sloveniji. 